# Aoba-ku
Aoba-ku é um dos cinco distritos de Sendai, a maior cidade da região de Tōhoku do Japão. Este tem uma área de 302.278 km², 296,551 habitantes, com 147,622 agregados familiares segundo o censo de 1 de março de 2012.